# Apple Watch

Logo

Apple Watch je pojmenování chytrých hodinek vyvinutých, navržených a prodávaných společností Apple Inc. První série byla uvedena na trh 24. dubna 2015, aktuální série 9 byla představena 22. září 2023.
S Apple Watch je možné telefonovat, přijímat nebo posílat SMS zprávy, podporuje nový systém bezkontaktního placení Apple Pay. Mohou sledovat vaši fyzickou aktivitu, spouštět aplikace třetích stran nebo používat Handoff - funkci pro dokončení práce i přes střídání zařízení. Mohou také sloužit jako dálkový ovladač pro Apple TV, hledáček pro kameru na iPhonu, navigovat s mapovou aplikací, lze do nich ukládat slevové a klubové karty. V Apple Watch je také Siri - osobní asistentka. Apple u hodinek používá technologii "force touch", díky které nositel ví, jak silně se dotkl displeje.

## Základní informace
Apple Watch v sobě sdružují monitor fyzické aktivity a snaží se o sledování zdraví nositele s iOS a dalšími produkty a službami společnosti Apple. Hodinky využívají vlastní systém watchOS, díky tomu je možné do nich instalovat aplikace z App Store. Původní generace přístroje byla k dispozici ve čtyřech variantách: Apple Watch Sport, Apple Watch, Apple Watch Hermès a Apple Watch Edition; dostupné v hliníkovém, ocelovém nebo zlatém (pouze u Apple Watch Edition) provedení.
Apple Watch spoléhá na bezdrátově připojený iPhone, aby mohl provádět mnoho svých výchozích funkcí, jako je volání, čtení a psaní textových zpráv, zobrazování notifikací, používání Siri nebo poslouchání hudby. Je kompatibilní s modely iPhone 6s nebo novějšími, se systémem iOS 12 nebo novějším, pomocí Wi-Fi nebo Bluetooth. První generaci oznámil generální ředitel Apple Tim Cook v září 2014, zařízení bylo propuštěno v 24. dubna 2015. Druhá generace Apple Watch, která byla vydána v září 2016, obsahuje dvě úrovně: Apple Watch Series 2 a Apple Watch Series 1; dostupné v hliníkovém, ocelovém nebo keramickém provedení. Starší generace nabízely velikosti 38 a 42 mm, novější 40 a 44 mm, všechny s vyměnitelnými řemínky.
Pro přenos dat mezi hodinkami a telefonem se stará Bluetooth nebo Wi-Fi. Veřejnosti byly představeny Timem Cookem 9. září 2014, hodinky bylo možné zakoupit v USA a dalších vybraných státech od dubna 2015. V České republice začal prodej hodinek Apple Watch 29. ledna 2016. Další dvě generace Apple Watch byly představeny v září 2016 - jedná se o Apple Watch Series 1 a Apple Watch Series 2.

### Funkce
S Apple Watch je možné telefonovat, přijímat nebo posílat SMS zprávy, podporuje nový systém bezkontaktního placení Apple Pay. Mohou sledovat vaši fyzickou aktivitu, spouštět aplikace třetích stran nebo používat Handoff - funkci pro dokončení práce i přes střídání zařízení. Mohou také sloužit jako dálkový ovladač pro Apple TV, hledáček pro kameru na iPhonu, navigovat s mapovou aplikací, lze do nich ukládat slevové a klubové karty. V Apple Watch je také Siri - osobní asistentka. Apple u hodinek používá technologii "force touch", díky které nositel ví, jak silně se dotkl displeje.
Pokud baterie hodinek klesne pod 1 %, aktivuje se speciální režim ve kterém uživatel může sledovat čas dalších 72 hodin. Hodinky přejdou do standardního režimu po nabití. Tento režim se dá vynutit i uživatelem použitím Battery glance.

### App Store
Apple Watch se vyrábějí s několika aplikacemi vyvinutými přímo Applem. Aplikace je možné tvořit ve vývojářském prostředí WatchKit který je součástí iOS SDK. Aplikace WatchKit také běží neustále na pozadí iPhonu zatímco samotné uživatelské rozhraní hodin je v hodinkách.
WatchKit SDK se dá rozdělit do tří částí - WatchKit Apps pro tvorbu samotných aplikací, Glances pro tvorbu rychle přístupných obrazovek a App notifications pro tvorbu různých upozornění.
Obchod s aplikacemi App store není, na rozdíl od ostatních zařízení, umístěn přímo v hodinkách, ale na bezdrátově připojeném iPhone. Uživatel musí mít nainstalovanou aplikaci Apple Watch v iPhonu a tato zařízení musí být spárována. Obchod poté funguje obdobě jako na ostatních zařízeních Apple, po kliknutí a potvrzení se obsah hned začne stahovat do hodinek. Většina aplikací jsou zjednodušenou verzí mobilní nebo PC verze.

### watchOS
Apple Watch používají jako operační systém watchOS, který vychází z iOS. Je založen na domovské obrazovce (tzv. Watch Face), kde se zobrazuje čas (+ uživatelsky měnitelné watch complications), odkud se stiskem Digital Crown přepne do hlavní nabídky s kulatými ikonami aplikací. Systém se dá ovládat přes více dotykový displej nebo přes korunku Digital Crown a druhé tlačítko. Systém přenáší SMS, emaily a telefonní hovory z připojeného iPhonu do hodinek.
Na WWDC 2015 oznámil Tim Cook systém WatchOS 2.0. Dne 8. prosince 2015 Apple vydal aktualizaci WatchOS 2.1, ve které se objevila poprvé i čeština.
Aktuální verze (2025 květen) je watchOS 11.4.1, který podporují Apple Watch Series 6, 7, 8, 9, 10, Apple Watch SE 2024 a Ultra 1 a 2.

## Design
Apple Watch se prodávají ve třech "kolekcích" a dvou velikostech - 42 mm a 46 mm. Celkově je k dispozici 38 modelů hodinek. Uchycení řemínku je uděláno tak, že řemínek se dá měnit a má standardizovanou velikost. Hodinky mají na své hraně výrazný a pro ně velmi typický prvek - tzv. Digital crown (digitální koruna) se kterou je možno otáčet pro pohyb v nabídce, otáčet pro přiblížení nebo jí stisknout pro navrácení do menu. Vedle tohoto otáčivého prvku je zde i jedno tlačítko pro zobrazení kontaktů nebo pro přístup do Apple Pay. Hodinky jsou nabíjeny bezdrátově, pomocí induktivního nabíjení.
Apple pro tyto hodinky navrhl nový typ písma "San Francisco" který byl vyvinut pro lepší čitelnost na menším displeji hodinek.

## Hardware

### Watch 2015

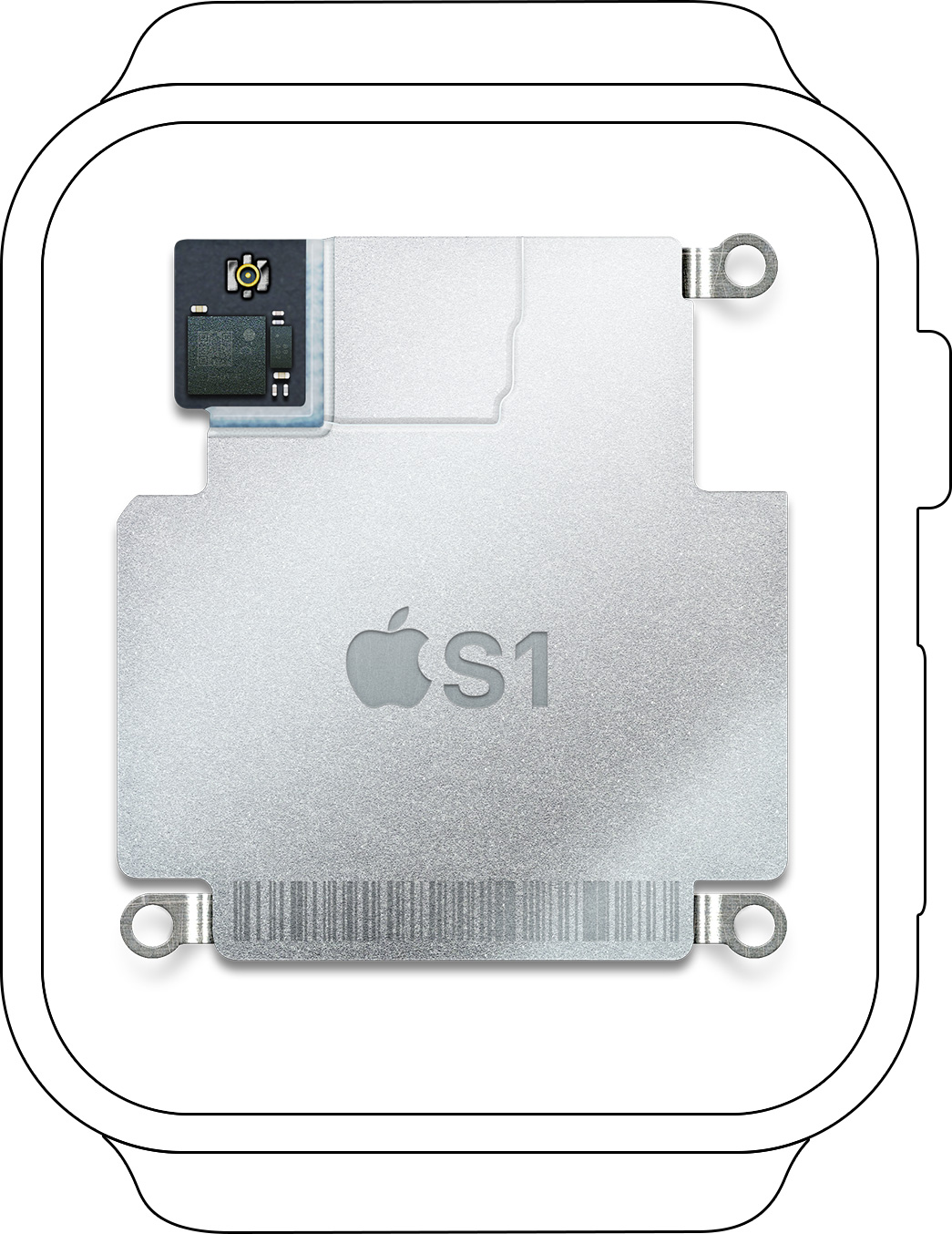
Čip S1

Apple Watch používají procesor S1 (Apple's S1 processor) o kterém bylo řečeno že "je to celý počítač na architektuře jednoho čipu". Je zde také použit lineární pohybový motorek nazývaný "Taptic Engine" který slouží pro haptickou odezvu k nositeli při upozornění nebo oznámení a také senzor pro snímání tepu srdce nositele, který používá jak infračervené (neviditelné) tak i normální viditelné světlo ze speciálních diod umístěných na spodku. Hodinky také plní normu odolnosti proti vodě IPX7, jsou tedy odolné proti určitému působení vody (teoreticky dle normy 30 minut do hloubky 1 m, Apple ovšem nedoporučuje hodinky nikdy ponořovat - nosit je v dešti a mýt si ruce je však bezproblémové). Všechny modely mají jednotnou paměť 8 GB přičemž z toho je uživateli přístupných 75 MB na fotografie a 2 GB na hudbu. Pokud jsou ovšem hodinky připojené k iPhonu, je na nich k dispozici veškerý obsah, který je v iPhonu uložen. Jako displej je použit flexibilní Retina OLED zobrazovač. Apple Watch se tak stávají prvním produktem kde Apple použil OLED displej.
Kompatibilita je zaručena se zařízeními iPhone 5 a výše která musí mít nainstalován iOS 8.2 nebo novější. Připojení je realizováno přes Wi-Fi a Bluetooth.

### První generace
První generace Apple Watch byla vydána spolu s druhou generací. Jedná se o Watch 2015 s vylepšeným procesorem (S1P).

### Druhá generace
Druhá generace nabízí nový procesor S2, plnou voděodolnost, přítomnost GPS a 2x jasnější displej. Design zůstal stejný jako u předchozí generace.

### Třetí generace
Byly vydány 22. září v roce 2017. Oproti 1. a 2. generaci mají kvalitnější hardware a o 50% nižší spotřebu energie při připojení Bluetooth.

### Čtvrtá generace
Čtvrtá generace nabízí měření EKG.

### Pátá generace
Pátá generace Apple Watch nabízí Always on Display a kompas. 

### Šestá generace
Šestá generace Apple Watch přináší měření hladiny kyslíku v krvi.

### Sedmá generace
Sedmá generace Apple Watch byla oznámena 14. září 2021, během Speciální akce Apple. Předobjednávky byly zahájeny 8. října.
Mezi vylepšení oproti předchozí generaci hodinek patří zaoblenější design s pouzdrem o 1 mm větším než u předchozí generace, displej, který je v interiéru o 70 % jasnější a přibližně o 20 % větší, zlepšená odolnost díky přednímu krystalu odolnému proti prasknutí, o 33 % rychlejší nabíjení prostřednictvím vylepšené interní elektroniky a vylepšeného rychlonabíjecího kabelu na bázi USB-C, podpora pro BeiDou a dostupnost klávesnice na obrazovce.
Sedmá generace je posledním modelem Apple Watch, který byl k dispozici v Natural a Black titanium barvách.

### Další generace
Osmá generace Apple Watch byla oznámena 7. září 2022, během Speciální akce Apple. Předobjednávky byly zahájeny ve stejný den. V září 2023 byla posléze představena i devátá a v září 2024 desátá generace.

## Modely
Watch jsou nabízeny ve třech provedeních; hliníkové, ocelové (Apple Watch) a keramické (Apple Watch Edition). Vedle nich nabízí Apple také Watch Nike +, které jsou totožné s hliníkovým modelem, nabízejí ale unikátní ciferníky a řemínky. Podobně i Watch Hermes nabízí vlastní ciferníky a řemínky. Všechny řemínky jsou nabízeny i samostatně. Hliníkový model generace Watch 2015 měl označení Sport.
| Kolekce       | Apple Watch (hliníkové) | Apple Watch (ocelové) | Apple Watch Edition |
| ------------- | --- | --- | --- |
| Displej       | Retina AMOLED 38 mm: 21,22 mm × 26,52 mm; úhlopříčka 1,337" (33,96 mm), 272×340 pixelů, 326 ppi 42 mm: 24,34 mm × 30,42 mm; úhlopříčka 1,534" (38,96 mm), 312×390 pixelů, 326 ppi                                                                            | Retina AMOLED 38 mm: 21,22 mm × 26,52 mm; úhlopříčka 1,337" (33,96 mm), 272×340 pixelů, 326 ppi 42 mm: 24,34 mm × 30,42 mm; úhlopříčka 1,534" (38,96 mm), 312×390 pixelů, 326 ppi | Retina AMOLED 38 mm: 21,22 mm × 26,52 mm; úhlopříčka 1,337" (33,96 mm), 272×340 pixelů, 326 ppi 42 mm: 24,34 mm × 30,42 mm; úhlopříčka 1,534" (38,96 mm), 312×390 pixelů, 326 ppi                                                      |
| Rozměry       | 38 mm: 38,6 mm × 33,3 mm × 10,5 mm 42 mm: 42 mm × 35,9 mm × 10,5 mm | 38 mm: 38,6 mm × 33,3 mm × 10,5 mm 42 mm: 42 mm × 35,9 mm × 10,5 mm | 38 mm: 38,6 mm × 33,3 mm × 10,5 mm 42 mm: 42 mm × 35,9 mm × 10,5 mm |
| Záda          | Kompozit | Keramické | Keramické |
| Sklo displeje | Zesílené Ion-X sklo | Safírové sklo | Safírové sklo |
| Modely        | 12 Modelů | 20 Modelů | 8 Modelů |
| Modely        | - 4 pouzdra: Odlehčený anodizovaný hliník série 7000 (stříbrný, vesmírně šedý, zlatý, růžově zlatý) - 8 pásků: Umělá hmota flouroelastomer: Sport Band (bílý, oranžový, modrý, černý, levandulově fialový, kamenně šedivý, anticky bílý nebo půlnočně modrý) | - 2 pouzdra: Nerezová ocel kovaná za studena (stříbrné nebo vesmírně černé) - 12 pásků: Kůže: Modern Buckle (světle růžový nebo půlnočně modrý), Leather Loop (půlnočně modrý nebo kamenně šedivý), Classic Buckle (sedlově hnědý nebo černý) Nerezová ocel: Link Bracelet (nerezová ocel nebo vesmírně černý) nebo Milanese Loop Umělá hmota flouroelastomer: Sport Band (Product Red, bílý nebo černý) | - 2 pouzdra: Tvrzené 18 karátové zlato (žluté nebo růžové zlato) - 6 pásků: Kůže: Modern Buckle (červený nebo růžově šedivý) nebo Classic Buckle (černý nebo půlnočně modrý) Umělá hmota flouroelastomer: Sport Band (bílý nebo černý) |
| Baterie       | 38mm: 3.8 V, 0.78 Wh (205 mAh) 42mm: 3.78 V, 0.93 Wh (246 mAh) | 38mm: 3.8 V, 0.78 Wh (205 mAh) 42mm: 3.78 V, 0.93 Wh (246 mAh) | 38mm: 3.8 V, 0.78 Wh (205 mAh) 42mm: 3.78 V, 0.93 Wh (246 mAh) |

## Recenze a ohlasy

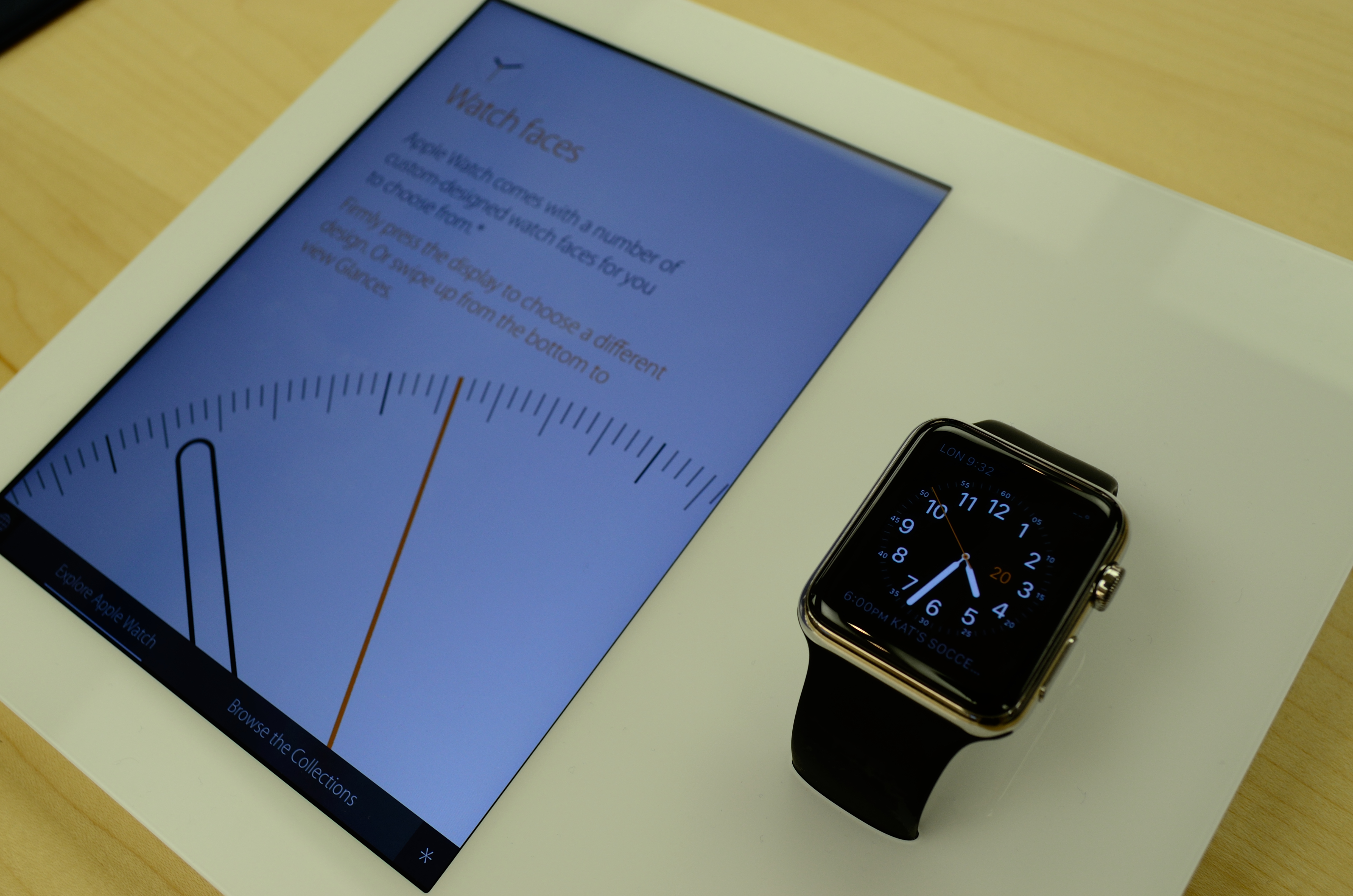
Apple Watch 2015

### Watch 2015
Po samotném ohlášení Apple Watch byly názory pozorovatelů z oblasti technologie a hodinářství rozporuplné; hodinky byly některými vychvalovány pro jejich design a pro jejich potenciální možnosti využití, zatímco jiní je odsuzovali ze stejných důvodů. Tvůrce životopisu Steva Jobse, Walter Isaacson, o Apple Watch řekl, že jsou "extrémně cool" a že jsou příkladem budoucích technologií které "Jsou stále více vložené do našich životů." Evan Dashevsky z PC Magazinu řekl, že nenabízí nic nového v porovnání s hodinkami Moto 360 až na přizpůsobitelné vibrování při upozornění.
V listopadu 2014 byly Apple Watch časopisem Time označeny za jeden z 25 nejlepších vynálezů 2014.
Prvotní recenze byly až na několik výhrad pozitivní. Recenzenti oceňovali hlavně potenciální schopnost hodinek stát se součástí běžného života a celkového designu produktu. Výhrady měli hlavně k ceně a rychlosti. Mnozí popsali hodinky jako praktické ovšem zklamaly v poskytnutí stejné potenciální funkčnosti a využitelnosti jaká je u chytrých telefonů. Fahrad Manjoo z New York Times si zase stěžoval na těžkou navyknutelnost na hodinky a na to jak fungují a jak se ovládají - nechal se slyšet že strávil 3 dlouhé, frustrující a zmatené dny než si na filozofii ovládání zvykl. Někteří recenzenti přirovnávali hodinky k některým konkurenčním produktům, například Android Wear, přičemž říkají "Chytré hodinky konečně dávají smysl". Různé názory byly na výdrž baterie, například Geoffrey Fowler z The Wall Street Journal řekl "Baterie vydrží jen tak tak do dalšího, každodenního cyklu nabití.". Jiní je zase přirovnávají k Samsung Gear 2 které vydrží 3 dny mírného používání.
Pokud na hodinkách není aktivní žádná funkce, displej je vypnutý. To připomíná první digitální hodinky PULSAR které ukazovaly čas pomocí diod a to pouze po dobu několika sekund po zmáčknutí tlačítka.
Tim Bradshaw z The Financial Times po používání několika aplikací po dobu několika dní dospěl k závěru že na hodinkách není zatím žádná "killer" aplikace bez které by nemohl být, kromě ukazování času, což je ovšem základní funkce jakýchkoli hodinek.
Lékařskou studii jménem Apple provedl New England Journal of Medicine. Fibrilace síní byla nalezena u více než 420 000 lidí. Jak se ukázalo, Apple Watch nedokážou detekovat automatické zaostřování s tepovou frekvencí vyšší než 120 tepů za minutu. To se nejeví jako nebezpečné, ale u 30% pacientů začíná fibrilace síní pulzem nad 120 tepů za minutu pod zátěží.

### Kontroverze
Detekce kolize iPhone 14 a Apple Watch vytáčí tísňovou linku při jízdě na horské dráze.

## Galerie

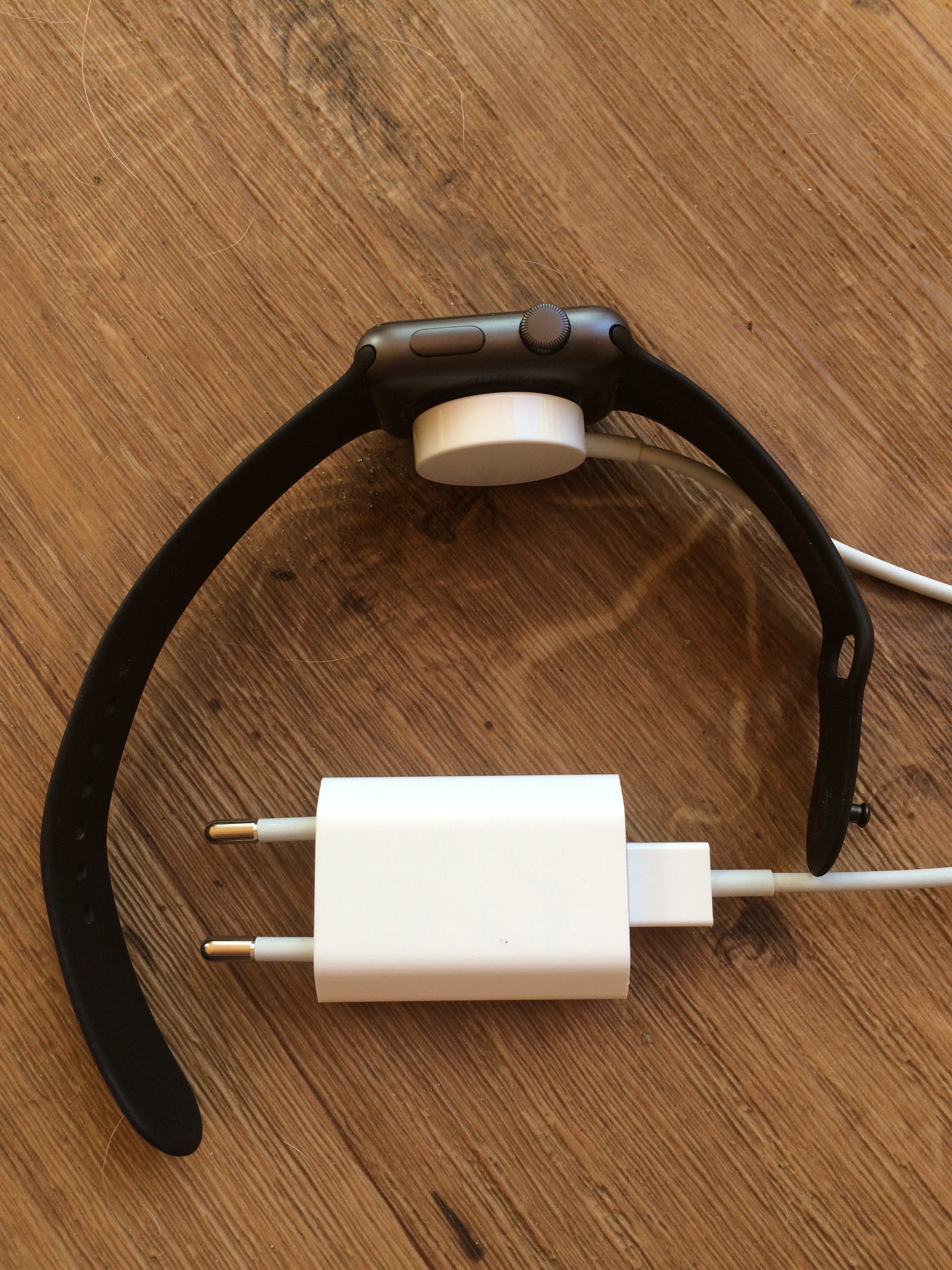
Indukční nabíječka, připojená magneticky
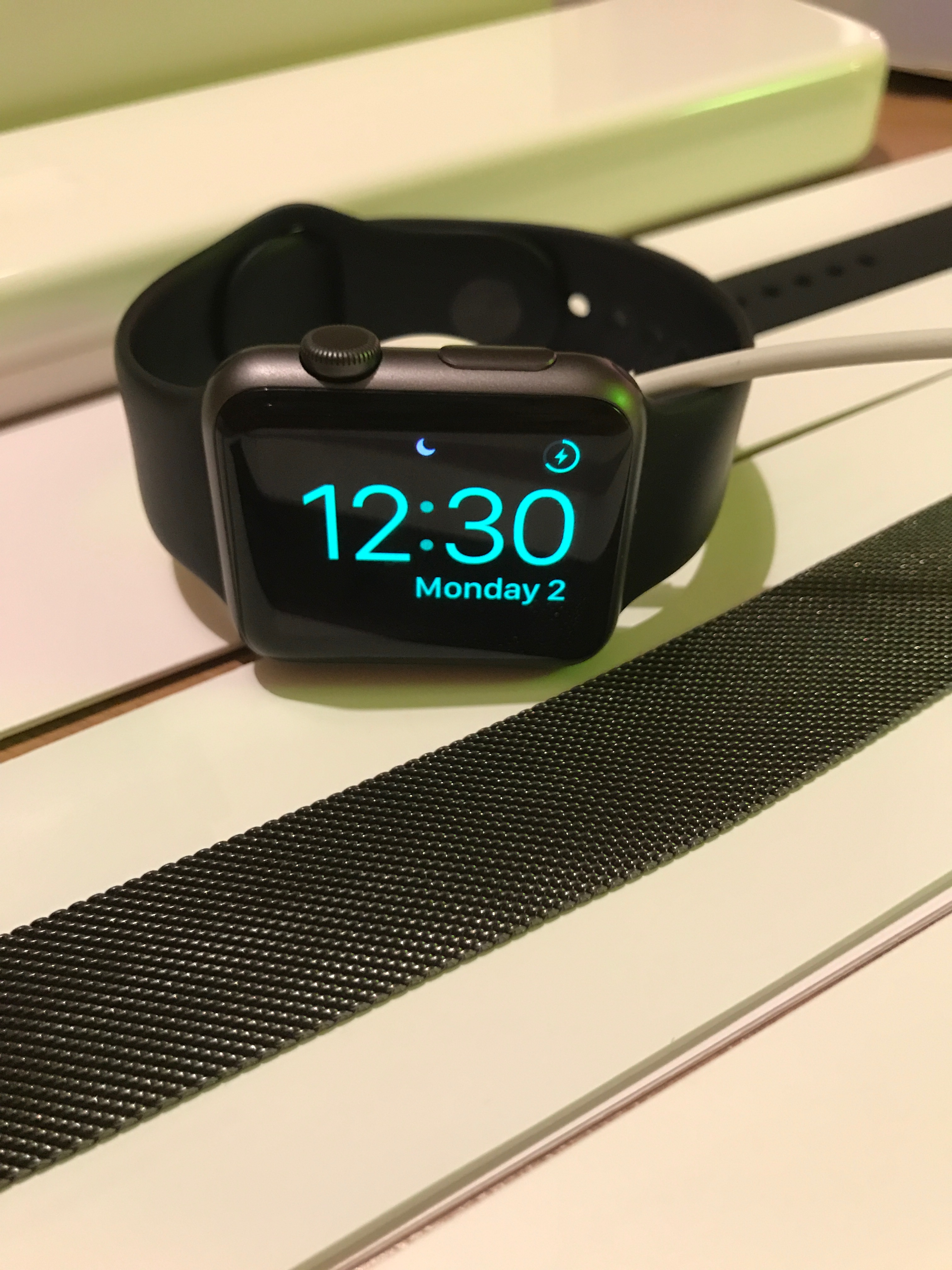
Night Stand Mode
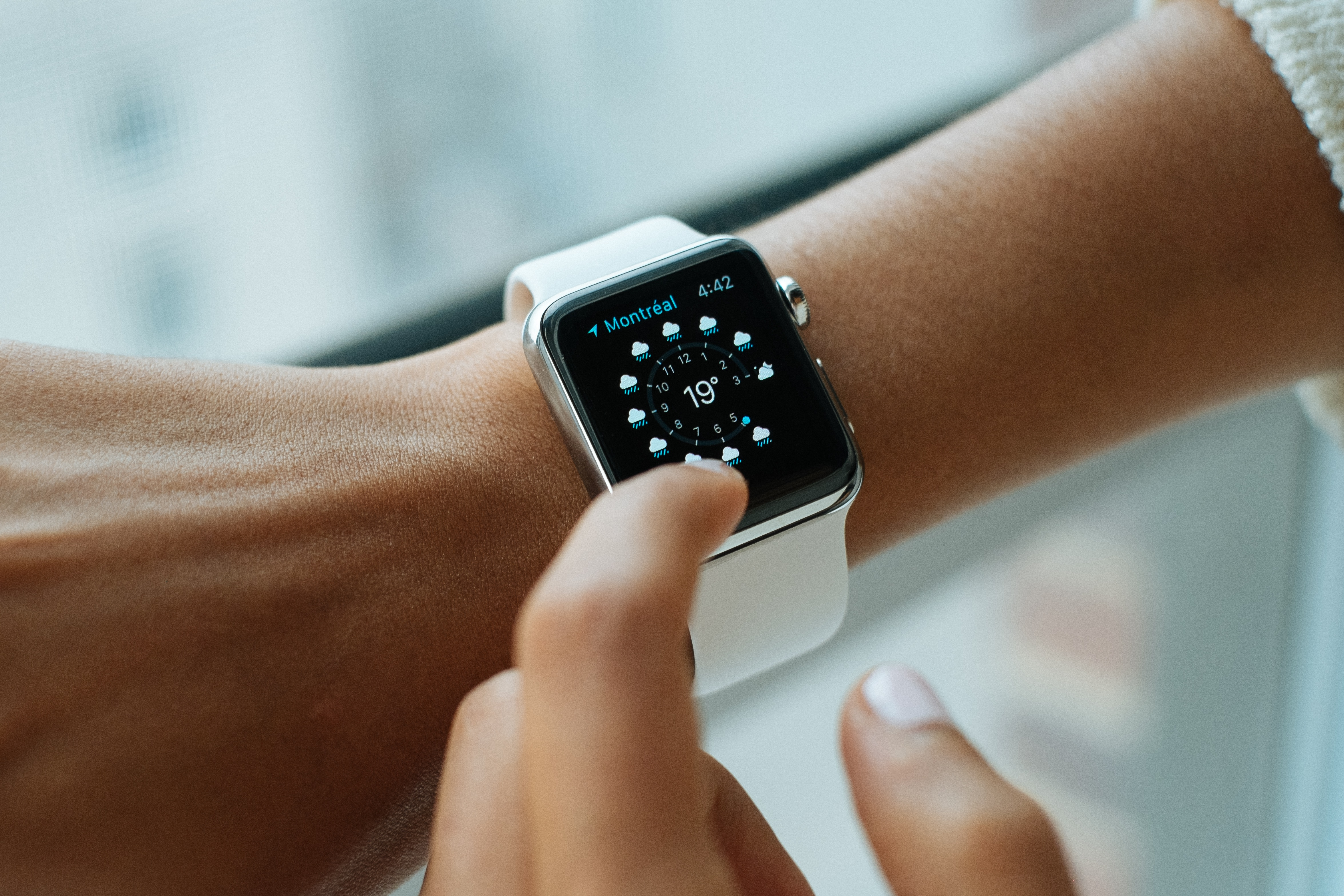
Apple Watch (ocelové)
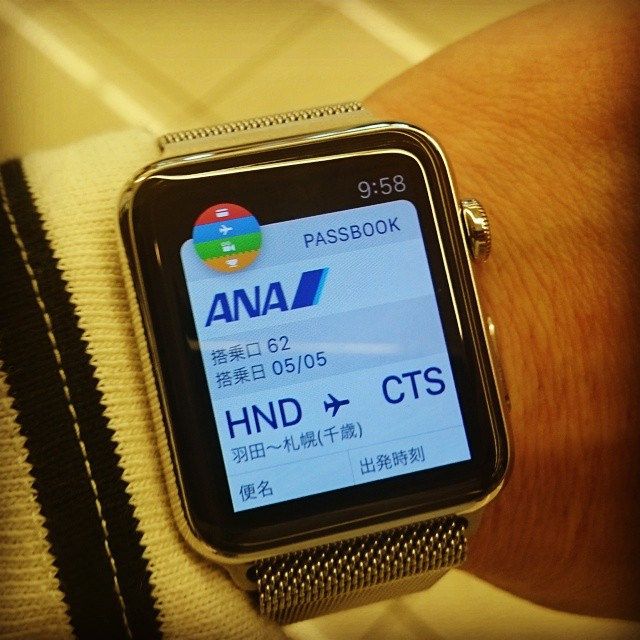
Aplikace Passbook